# Boeing KC-97 Stratofreighter
Il Boeing KC-97 Stratofreighter, talvolta indicato anche Boeing KC-97 Stratotanker nella bibliografia di settore, fu un'aerocisterna quadrimotore, poi esamotore con l'aggiunta di due turbogetto, e monoplano ad ala bassa, sviluppata dall'azienda aeronautica statunitense Boeing nella seconda parte degli anni quaranta.
Modello direttamente derivato dal Boeing C-97 Stratofreighter da trasporto pesante, con il quale condivideva le origini basate sui bombardieri strategici Boeing B-29 Superfortress e B-50 Superfortress, se ne discostava essenzialmente per l'architettura interna, che integrava i necessari serbatoi di combustibile e i relativi impianti di distribuzione collegati all'unica sonda rigida (flying boom).
Impiegato principalmente dalla United States Air Force (USAF), l'aeronautica militare statunitense, rimase in servizio per i primi anni cinquanta, gradualmente sostituito dal più efficiente Boeing KC-135 Stratotanker, e destinato all'Air Force Reserve Command e alle varie realtà statali dell'Air National Guard. Gli unici clienti esteri furono Israele, nelle Forze di difesa israeliane, e la Spagna, che lo impiegò nell'Ejército del Aire a fianco del C-97 Stratofreighter da trasporto.

## Storia del progetto
Con la fine della seconda guerra mondiale, il deterioramento dei rapporti tra gli Stati Uniti d'America e l'Unione Sovietica diede inizio al periodo della Guerra fredda e le preoccupazioni dei vertici militari americani su un possibile attacco nucleare di sorpresa da parte sovietica spinsero ad adottare programmi di allerta a terra e allerta in volo per permettere alla United States Air Force di impiegare nella rappresaglia la propria flotta di bombardieri strategici B-47 Stratojet e B-52 Stratofortress. Al fine di ridurre al massimo i tempi di intervento ad un eventuale attacco o per eseguire immediatamente l'eventuale ordine di attacco del Presidente, la flotta aveva la necessità di rimanere in volo 24 ore su 24, di conseguenza venne ordinato di sviluppare un velivolo di supporto che potesse rifornire in volo la flotta senza che i bombardieri fossero costretti ad atterrare. Avere a disposizione un tale mezzo avrebbe permesso ai bombardieri di mantenere posizioni assegnate vicino allo spazio aereo sovietico, inoltre, tenendo la flotta in volo, un eventuale attacco agli aeroporti sede delle basi dei bombardieri non avrebbe compromesso la capacità di bombardamento americana.
La quantità di carburante necessario al rifornimento era trasportabile solo da velivoli altrettanto grandi, così che l'ufficio tecnico della Boeing decise di sviluppare a tale scopo una variante del C-97 Stratofreighter da trasporto pesante.

## Utilizzatori
Israele
- Heyl Ha'Avir

 Spagna
- Ejército del Aire

- United States Air Force
- Air National Guard

### Annotazioni
1. ↑  Occasionalmente il KC-97 viene citato come "Stratotanker", tuttavia tutte le fonti dei più autorevoli storici dell'aviazione lo indicano come KC-97 Stratofreighter, non -tanker, incluse sia la stessa Boeing, nel suo sito ufficiale, che l'USAF sul sito del National Museum of the US Air Force, vedi la voce sul Boeing KC-97L Stratofreighter.

### Fonti
1. ↑  National Museum of the USAF, Boeing KC-97L Stratofreighter.
2. ↑  FAS, KC-97 Stratotanker.